# Dekanat radoszycki
Dekanat radoszycki – jeden z 29 dekanatów w rzymskokatolickiej diecezji radomskiej. Składa się z następujących parafii:
- Jóźwików (pw. MB Nieustającej Pomocy)
- Lipa (św. Wawrzyńca)
- Miedzierza (pw. Matki Bożej Częstochowskiej)
- Mnin (pw. Wniebowzięcia NMP i św. Tekli)
- Pilczyca (pw. św. Michała Archanioła)
- Radoszyce (pw. św. Apostołów Piotra i Pawła)
- Ruda Maleniecka (pw. Zwiastowania NMP)
- Sarbice (pw. NMP Matki Kościoła)
- Węgrzyn (pw. NMP Królowej Świata)
- Wiczkowice (pw. św. Maksymiliana Kolbe i św. Faustyny Kowalskiej)
- Zaborowice (pw. św. Jana Chrzciciela)